# Close Your Eyes and Hold Me
Close Your Eyes and Hold Me (originele titel: Me wo tojite daite) is een Japanse romantische dramafilm uit 1996, geregisseerd door Itsumichi Isomura. De productie bevat een aanzienlijk aantal, relatief korte, erotische scènes.

## Verhaal
Amane (Kazuya Takahashi) is een Japanse kantoorklerk die bij toeval in contact komt en valt voor de transeksuele prostituee Hanabusa (Kumiko Takeda). Zijn vriendin Juri (Natsue Yoshimura) komt hierachter en probeert de relatie tussen Hanabusa en Amane te verbreken. Hanabusa blijkt een ster in het manipuleren van beide.

## Rolverdeling
| Acteur           | Personage  |
| ---------------- | ---------- |
| Kumiko Takeda    | Hanabusa   |
| Kazuya Takahashi | Amane      |
| Natsue Yoshimura | Juri       |
| Kunihiko Ida     | Takayanagi |
| Yoshiko Ichinose | Itsuko     |
| Shinobu Sato     | Doctor     |
| Koji Sueyoshi    | Nanaomi    |